# Goran Prpić
Goran Prpić (Zagreb, 4 mei 1964) is een voormalig professioneel tennisser uit Kroatië, die jarenlang speelde onder de vlag van Joegoslavië. Hij won één ATP-titel gedurende zijn carrière en behaalde de bronzen medaille in het dubbelspel bij de Olympische Spelen in Barcelona (1992) aan de zijde van Goran Ivanišević. Met Monica Seles won hij in 1991 de Hopman Cup.

## Palmares

#### Enkelspel
| Legenda                       | Legenda               |
| ----------------------------- | --------------------- |
| Grand Slam                    |                       |
| Olympische Spelen             |                       |
| tot 2009                      | vanaf 2009            |
| Tennis Masters Cup            | ATP Finals            |
| ATP Masters Series            | ATP Tour Masters 1000 |
| ATP International Series Gold | ATP Tour 500          |
| ATP International Series      | ATP Tour 250          |

| Nr.              | Datum         | Toernooi  | Ondergrond | Tegenstander in finale | Score         | Details |
| ---------------- | ------------- | --------- | ---------- | ---------------------- | ------------- | ------- |
| Gewonnen finales |               |           |            |                        |               |         |
| 1.               | 14 mei 1990   | ATP Umag  | Gravel     | Goran Ivanišević       | 6-3, 4-6, 6-4 | Details |
| Verloren finales |               |           |            |                        |               |         |
| 1.               | 30 juli 1989  | Stuttgart | Gravel     | Martín Jaite           | 3-6, 2-6      | Details |
| 2.               | 21 april 1991 | ATP Nice  | Gravel     | Martín Jaite           | 6-3, 6-7, 3-6 | Details |